# Martin Casapía Casanova
Martin Casapía Casanova (Iquitos, 28 de noviembre de 1997) es un director y productor de cine peruano. Después de dirigir su primera película Maligno a los 17 años, ha sido considerado por la prensa peruana como el director más joven en América del Sur.

## Vida personal y carrera
Martin Casapía Casanova nació el 28 de noviembre de 1997 en la ciudad de Iquitos, Perú.
Casapía inició los primeros pasos en el cine trabajando con AV Films de Dorian Fernández-Moris antes de concretar su primera película. Luego que el guion entrara en etapa de desarrollo en 2014 y reescribiendo a partir de su cortometraje Sin Salida, Maligno se produjo siguiendo una historia de terror inspirado en una de las leyendas más notorias de la mitología amazónica. En el reparto conformaron Sofía Rocha, Fiorella Pennano, Gonzalo Molina, Sylvia Majo, Fernando Bacilio y Juan Maldonado.
En 2018, Casapía dirigió A tu Lado, una película de comedia romántica ambientada en República Dominicana. A diferencia de Maligno, su segunda película fue grabada totalmente en el extranjero y producida por su recién formada casa productora Lfante Films.
En 2020 estreno su cuarto largometraje Hipoxemia, y en los próximos años estrenara tres largometrajes más, estos tres basados en la hazaña de Perú en la clasificación de Conmebol para la Copa Mundial de Fútbol de 2018, en la que detallara todos los detalles que hizo posible el retorno de Perú a un Mundial. Sin embargo, también se contará los casos de corrupción en que se vio manchada la Federación Peruana de Fútbol durante ese proceso clasificatorio. Además, se contará como los hinchas fueron recompensados a tantos padecimientos, se logró una hermosa victoria en las tribunas: los hinchas peruanos se consagraron como la Mejor hinchada del Mundial Rusia 2018.

## Filmografía

### Como director
- Maligno (2016) como codirector y coguionista
- A tu Lado (2018) como director
- La Foquita: El 10 de la calle (2019) como director[6]
- Hipoxemia (2020)[7]
- Así Nos Robaron (2025)
- Te Sigo a Todas Partes (2025)
- El Camino a Rusia (2026)

### Como productor
- Vivo o Muerto: El Expediente García (2024)